# Lamia (genre)
Genre
Lamia est un genre de coléoptères de la famille des Cerambycidae. En Europe, il ne comporte qu'une seule espèce :
- Lamia textor (Linnaeus, 1758) - le lamie tisserand.

## Liste d'espèces
Selon Animal Diversity Web (17 octobre 2021) :
- Lamia annulicornis
- Lamia textor

Selon Paleobiology Database (26 août 2014) :
- Lamia antiqua
- Lamia petrificata